# Roger Kumble
Roger Kumble (28 de maig de 1966, Harrison, Nova York) és un director de cinema, guionista i dramaturg estatunidenc.

## Vida i carrera
Kumble es graduà a la Universitat Northwestern el 1988. Va començar la seva carrera com a guionista i director el 1993 amb la sàtira de Hollywood Pay or Play, la qual li atorgà el premi LA Weekly Theater al millor guió. La seva segona obra, 1997's d girl, protagonitzada per David Schwimmer, el va fer guanyar quatre premis Dramalogue. El 2003 va completar la seva trilogia de Hollywood amb Turnaround, protagonitzada de nou per David Schwimmer.
Va debutar com a director a la pel·lícula d'èxit de 1999 Intencions perverses, protagonitzada per Sarah Michelle Gellar, Ryan Phillippe, Reese Witherspoon i Selma Blair; el seu guió va traslladar el clàssic francès a la Nova York moderna.
Va continuar amb la comèdia de Sony Pictures La cosa més dolça, protagonitzada per Cameron Diaz, i la de New Line Cinema Just Friends, protagonitzada per Ryan Reynolds. Ambdues pel·lícules foren votades dues de les deu pel·lícules més subestimades de la dècada pel New York Post.
També va dirigir la comèdia familiar College Road Trip, i el 2010 la pel·lícula Furry Vengeance, protagonitzada per Brendan Fraser i Brooke Shields.
Més recentment ha dirigit episodis de les sèries de televisió Entourage, Pretty Little Liars, Revenge i Ringer.

## Filmografia com a guionista
- Unveiled (1994)
- Senior Trip (1995)
- Provocateur (1998)
- Intencions perverses (1999)
- Intencions perverses 2 (2000)
- Famous in Love (2017)

## Filmografia com a director
- Intencions perverses (1999)
- Intencions perverses 2 (2000)
- La cosa més dolça (2002)
- Just Friends (2005)
- College Road Trip (2008)
- Furry Vengeance (2010)
- Falling Inn Love (2019)
- After We Collided (2020)

## Produccions teatrals
- "Pay Or Play" (1993- Teatre Hudson, Los Angeles)
- "d girl" (també dirigit por Kumble) (1997-Century City Playhouse, Los Angeles)
- "Turnaround" (2003-Coast Playhouse, Los Angeles)
- "Girls Talk" (2011-Teatre Lee Strasberg - Los Angeles)